# Paralepistemon shirensis
Paralepistemon shirensis är en vindeväxtart som först beskrevs av Daniel Oliver, och fick sitt nu gällande namn av J. Lejoly och S. Lisowski. Paralepistemon shirensis ingår i släktet Paralepistemon och familjen vindeväxter. Inga underarter finns listade i Catalogue of Life.